# Росово море
Росово море је део јужног океана код Антарктика и има површину од око 500.000 km². Налази се између Земље Марије Берд на истоку и Викторијине земље на западу. Јужни део мора заузима Росов ледник, извор многих ледника. На западу мора се налази Росово острво, одвојено од континента Макмердовим мореузом, којим доминирају вулкани Еребус и Терор. На истоку се налази Рузвелтово острво у заливу Китова. Поред њих друга острва која се налазе у мору су Блак, Карне, Кулман и Вајт. Најјужнији део мора је Гулдова обала која се налази на 300 km од јужног пола. Росово море је открио 1841. истраживач Џејмс Рос. Роалд Амундсен је 1911. почео своју експедицију према јужном полу из залива Китова. Велика Британија и Нови Зеланд полажу права на земље око Росовог мора, међутим оне као и цео Антарктик падају под Антарктички споразум. 
Циркулацијом Росовог мора доминира океански вртлог вођен ветром, а на ток снажно утичу три подморска гребена који се протежу од југозапада ка североистоку. Циркумполарна дубока водена струја је релативно топла, слана и хранљивим материјама богата водена маса, која се на одређеним локацијама слива на епиконтинентални појас.

## Опис
Росово море је открила Росова експедиција 1841. На западу Росовог мора је Росово острво са вулканом планине Еребус; на истоку је Рузвелтово острво. Јужни део покрива Росов ледени појас. Роалд Амундсен је започео своју експедицију на Јужни пол 1911. године из Залива китова, који се налазио на прагу. У западним деловима Росовог мора, Макмердо саунд је лука која је обично без леда током лета. Најјужнији део Росовог мора је обала Гоулд, која је удаљена око 200 mi (320 km) од географског Јужног пола.

## Геологија

### Континентални појас
Росово море (и Росов ледени појас) прекрива дубоки континентални праг. Иако је просечна дубина светских континенталних појасева (на прелому прага који спаја континенталну падину) око 130 метара, просечна дубина Росовог прага је око 500 метара. Плићи је у западном Росовом мору (источне географске дужине) него у источном (западне географске дужине). Ово прекомерно продубљено стање је због циклуса ерозије и таложења седимената из ширења и скупљања ледених покривача који су надвладали праг током олигоцена и каснијег времена, и такође се налази на другим локацијама око Антарктика. Ерозија је била више фокусирана на унутрашње делове прага, док је таложење седимента доминирало спољним прагом, чинећи унутрашњи праг дубљим од спољашњег.
Сеизмичке студије у другој половини двадесетог века дефинисале су главне карактеристике геологије Росовог мора. Најдубље или фундаментске стене су подељене у четири главна северна система грабена, који су басени за седиментно пуњење. Ови басени обухватају северни басен и басен копна Викторије на западу, централно корито и источни басен, који има приближно исту ширину као и остала три. Високи Кулман одваја басен копна Викторије и Централно корито, а Центрно горје раздваја Централно корито и источни басен. Већина раседа и пратеће формације грабена заједно са проширењем коре десила се током одвајања микроконтинента Зеаландије од Антарктика у Гондвани током времена креде. Палеогенска и неогенска старост раседа и проширења су ограничени на басен копна Викторије и северни басен.

### Стратиграфија
Фундаментни гребени су испуњени рифтним седиментима неизвесног карактера и старости. Широко распрострањена неусаглашеност усекла је фундамент и седиментно пуњење великих басена. Изнад ове знатне неусаглашености (назване РСУ-6) налази се низ глацијалних морских седиментних јединица таложених током вишеструког напредовања и повлачења Антарктичког леденог покривача преко морског дна Росовог мора током олигоцена и касније.

### Геолошко бушење
Избушене рупе пронашле су језгра стена са западних ивица мора. Најамбициознији недавни напори су пројекат Кејп Робертс (CRP) и пројекат ANDRILL. Пројекат дубоког морског бушења (енгл. Deep Sea Drilling Project, DSDP) 28. део је комплетирао неколико рупа (270–273) даље од копна у централним и западним деловима мора. Ово је резултирало дефинисањем стратиграфије за већину старијих глацијалних секвенци, које обухватају олигоцен и млађе седименте. Велика неусаглашеност RSU-6 у Россовом мору предложена је да означава глобални климатски догађај и прво појављивање Антарктичког леденог покривача у олигоцену.